# Marathon van Eindhoven 1993
De marathon van Eindhoven 1993 werd gelopen op zondag 10 oktober 1993. Het was de tiende editie van deze marathon.
De Algerijn Mohamed Salmi passeerde bij de mannen als eerste de finish in 2:12.47. Het bijzondere aan deze overwinning was, dat de Algerijn een week eerder ook al een marathon had gelopen, die van Lyon en die had hij eveneens gewonnen.
De Nederlandse Liesbeth van Ast won de wedstrijd bij de vrouwen in een persoonlijk record van 2:40.57. Opvallend was dat de in 1984 met topatletiek gestopte Marja Wokke zich weer eens aan een marathonafstand waagde en die als derde nog binnen de drie uur beëindigde ook.

## Uitslagen

### Mannen
| rang   | naam                    | land | tijd    |
| ------ | ----------------------- | ---- | ------- |
| Goud   | Mohamed Salmi           | ALG  | 2:12.47 |
| Zilver | Vladimir Kotov          | BLR  | 2:12.50 |
| Brons  | Simon Qamunga           | TAN  | 2:13.03 |
| 4      | John Vermeule           | NED  | 2:13.08 |
| 5      | Marnix Goegebuer        | BEL  | 2:13.57 |
| 6      | Barnabas Quamunga       | TAN  | 2:16.57 |
| 7      | Miroslaw Dzienisik      | POL  | 2:17.11 |
| 8      | Aleksandr Vikuzanin     | RUS  | 2:17.36 |
| 9      | Wilfred Kiplagat Samoei | KEN  | 2:17.55 |
| 10     | Tadeusz Lawicki         | POL  | 2:18.44 |
| 11     | Sebio Sikanyka          | ZAM  | 2:19.27 |
| 12     | Cor Saelmans            | BEL  | 2:19.36 |
|        | Jan de Lange            | NED  | 2:22.05 |
|        | Dirk Sijtsema           | NED  | 2:22.07 |

### Vrouwen
| rang   | naam               | land | tijd    |
| ------ | ------------------ | ---- | ------- |
| Goud   | Liesbeth van Ast   | NED  | 2:40.57 |
| Zilver | Bury               | BEL  | 2:57.35 |
| Brons  | Marja Riegen-Wokke | NED  | 2:58.18 |

1959 ·
1960 ·
1982 ·
1984 ·
1986 ·
1988 ·
1990 ·
1991 ·
1992 ·
1993 ·
1994 ·
1995 ·
1996 ·
1997 ·
1998 ·
1999 ·
2000 ·
2001 ·
2002 ·
2003 ·
2004 ·
2005 ·
2006 ·
2007 ·
2008 ·
2009 ·
2010 ·
2011 ·
2012 ·
2013 ·
2014 ·
2015 ·
2016 ·
2017 ·
2018 ·
2019 ·
2020 ·
2021 ·
2022 ·
2023 ·
2024 ·
2025